# Сегізсай
Сегізса́й (каз. Сегізсай) — село у складі Чингірлауського району Західноказахстанської області Казахстану. Входить до складу Алмазненського сільського округу.
У радянські часи село називалось Лебедевка.
Населення — 151 особа (2021; 177 у 2009, 354 у 1999, 383 у 1989).